# Hilarion (Kitiaszwili)
Hilarion, imię świeckie Dawit Kitiaszwili (ur. 22 listopada 1957 w Chaszuri) – gruziński duchowny prawosławny, od 2013 metropolita Mestii i Górnej Swanetii.

## Życiorys
2 listopada 1988 otrzymał święcenia diakonatu, a 15 lutego 1999 prezbiteratu. 3 listopada 2002 przyjął chirotonię biskupią. 1 września 2013 podniesiony został do godności metropolity.